# Mononychellus siccus
Mononychellus siccus är en spindeldjursart som först beskrevs av Pritchard och Baker 1955.  Mononychellus siccus ingår i släktet Mononychellus och familjen Tetranychidae. Inga underarter finns listade i Catalogue of Life.